# Organ dowodzenia
Organ dowodzenia – wyodrębniony pod względem strukturalnym i funkcjonalnym zespół o charakterze dowódczym, sztabowym lub pomocniczym, powołany do przygotowania i zabezpieczenia realizacji decyzji dowódcy. To także dowództwo danego szczebla wraz z przybyłymi oficerami łącznikowymi, zorganizowane w zespoły funkcjonalne stanowiska dowodzenia, odpowiadające obszarom problemowym dowodzenia. Organa dowodzenia są głównym elementem stanowisk przeznaczonym do bezpośredniego dowodzenia wojskami. Na czele organu dowodzenia stoi dowódca, szef, komendant lub kierownik. Organ dowodzenia może być także jednoosobowy (np. dowódca drużyny).
W latach 70. XX w. Leksykon wiedzy wojskowej pod redakcją Mariana Laprusa wprowadzał pojęcie organ wojskowy. Oprócz definicji zbliżonej do wyżej opisanej, do „organów” zaliczał osoby funkcyjne kierujące jednostką organizacyjną sił zbrojnych (m.in. dowódcy, szefowie, komendanci).

 Mała encyklopedia wojskowa pod redakcją Józefa Urbanowicza do organów zaliczała ponadto oddziały przeznaczone do działań specjalnych (rozpoznawcze, administracyjne, wojskowej służby wewnętrznej).